# Bernauer Strasse
Bernauer Straße (döpt efter staden Bernau) är en gata i Berlin vars västra del utgör gräns mellan stadsdelarna Gesundbrunnen och Mitte och vars östra del ligger i stadsdelen Prenzlauer Berg. Berlinmuren löpte längs gatans södra sida och idag står ännu en del av muren kvar som ett minnesmärke. I närheten av detta minnesmärke ligger också Dokumentationszentrum Berliner Mauer där Bernauer Strasses och Berlinmurens historia visas.
Gatan är också berömd som flyktväg under den första tiden efter Berlinmurens byggande. Husen på den södra sidan av gatan låg i stadsdelen Mitte, som hörde till Sovjetunionens ockupationsektor, medan gångbanan nedanför fönstren då låg i Wedding, som hörde till den franska sektorn. Detta fick till följd att många boende i husen helt sonika hoppade ut genom fönstren och på så sätt tog sig till Västberlin. Dessa fönster murades dock igen tämligen omgående och senare revs dessutom husen.

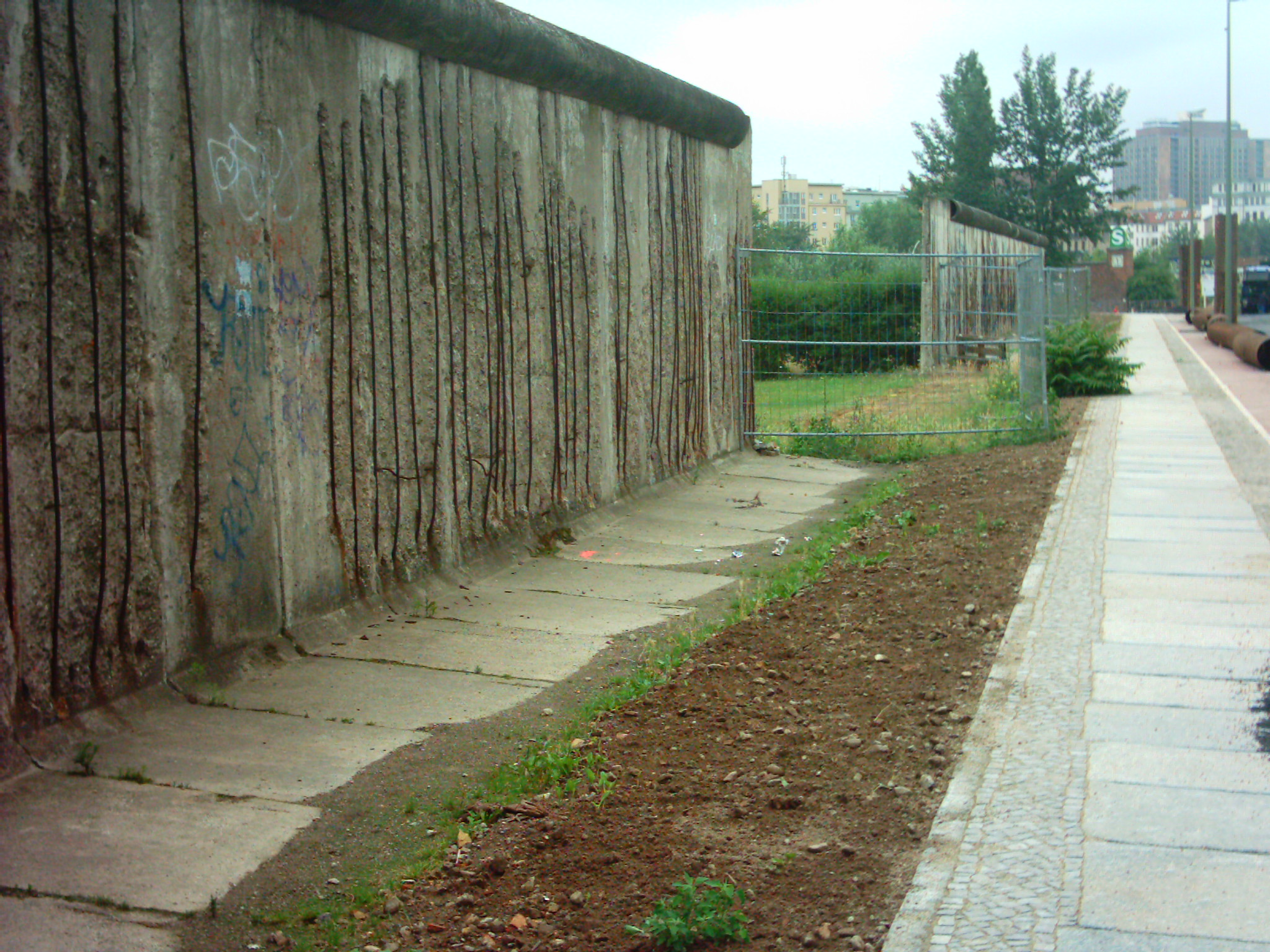
En del av Berlinmuren som står kvar vid Bernauer Straße.
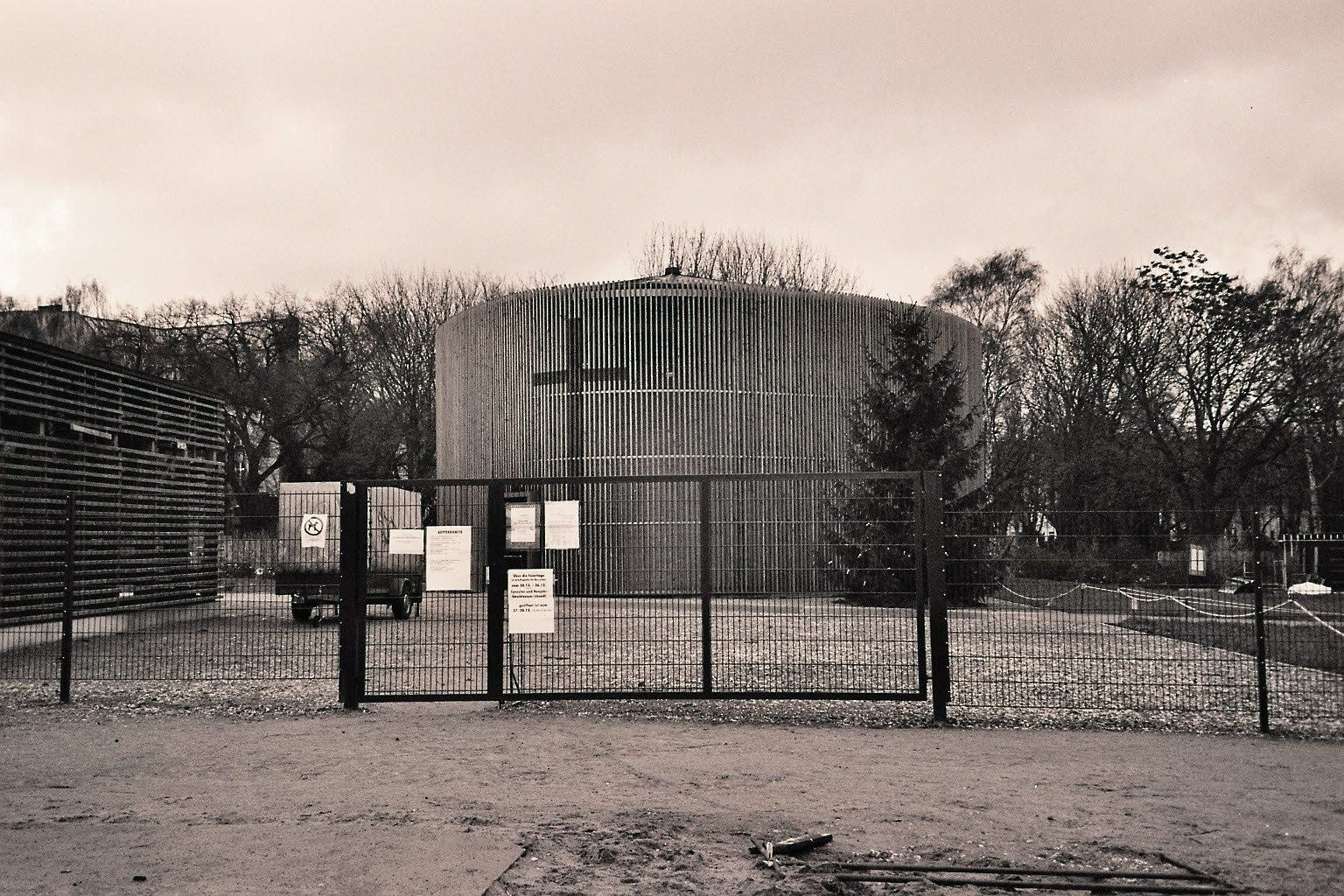
Kapelle der Versöhnung vid Bernauer Straße.
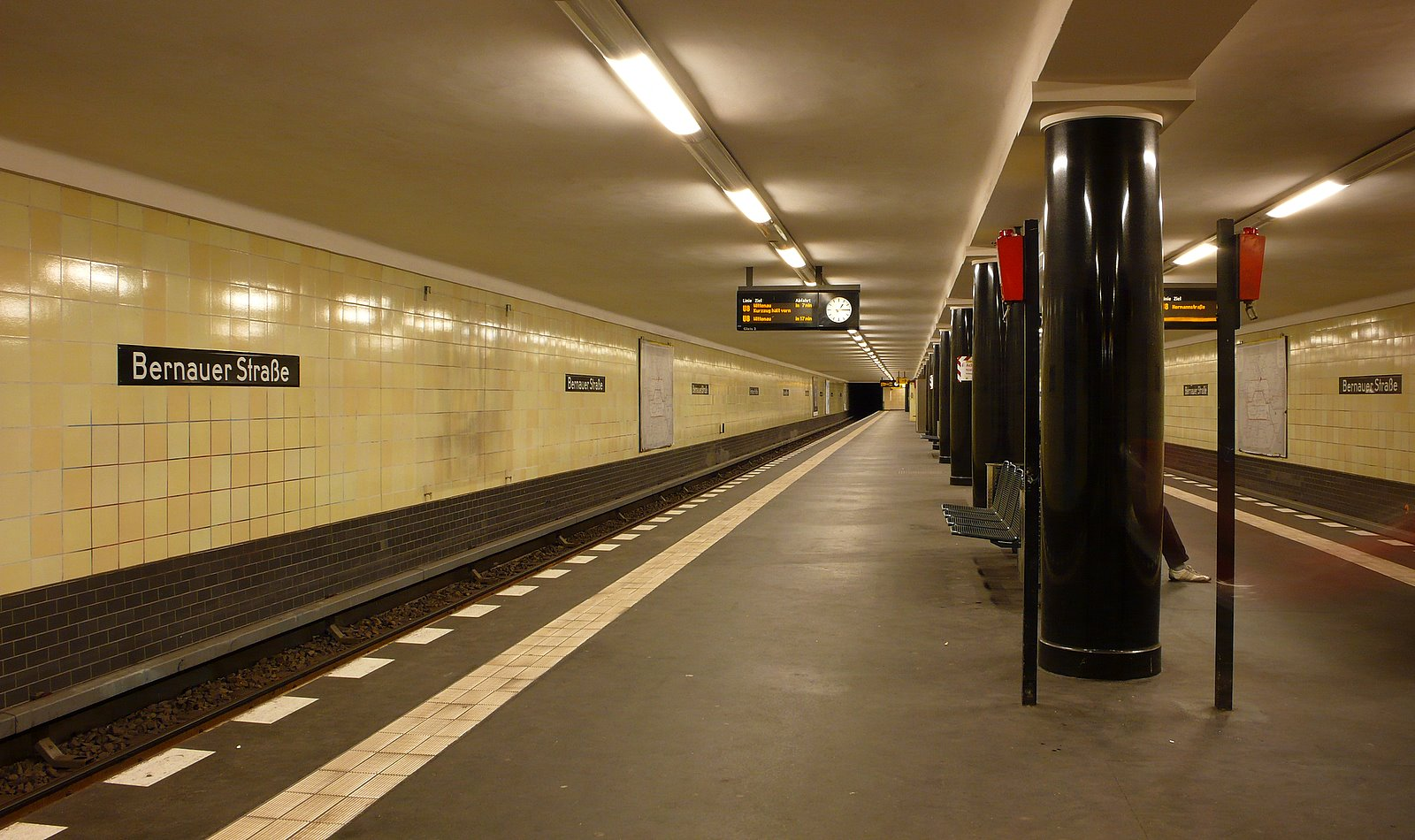
Station Bernauer Strasse
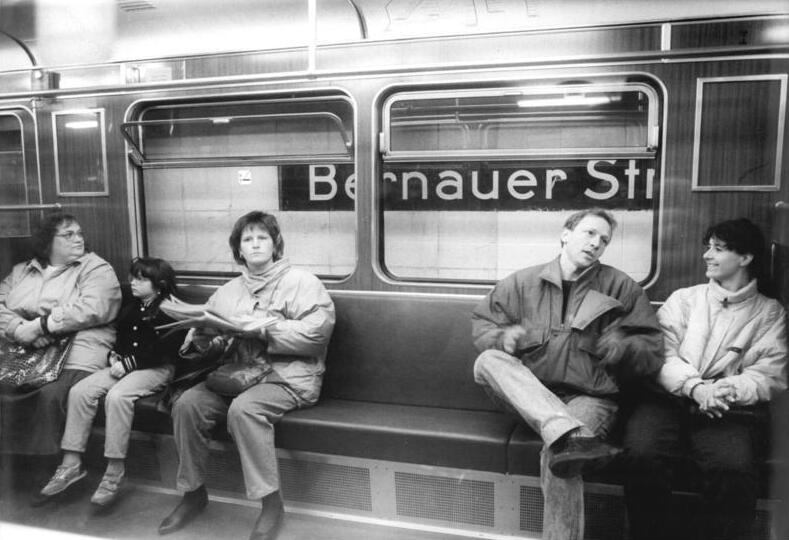
Station Bernauer Straße 1990